# غويليرمي راموس
غويليرمي راموس هو لاعب كرة قدم برتغالي في مركز الدفاع، ولد في 11 أغسطس 1997 في لشبونة في البرتغال. لعب مع سبورتينغ لشبونة ب.

## وصلات خارجية
- غويليرمي راموس على موقع قاعدة بيانات كرة القدم.إي يو (الإنجليزية)
- غويليرمي راموس على موقع Soccerway.com (الإنجليزية)
- غويليرمي راموس على موقع عالم كرة القدم.نت (الإنجليزية)